# Synodontis manni
Synodontis manni är en fiskart som beskrevs av De Vos 2001. Synodontis manni ingår i släktet Synodontis och familjen Mochokidae. IUCN kategoriserar arten globalt som otillräckligt studerad. Inga underarter finns listade i Catalogue of Life.